# Portugal aux Jeux méditerranéens de 2018

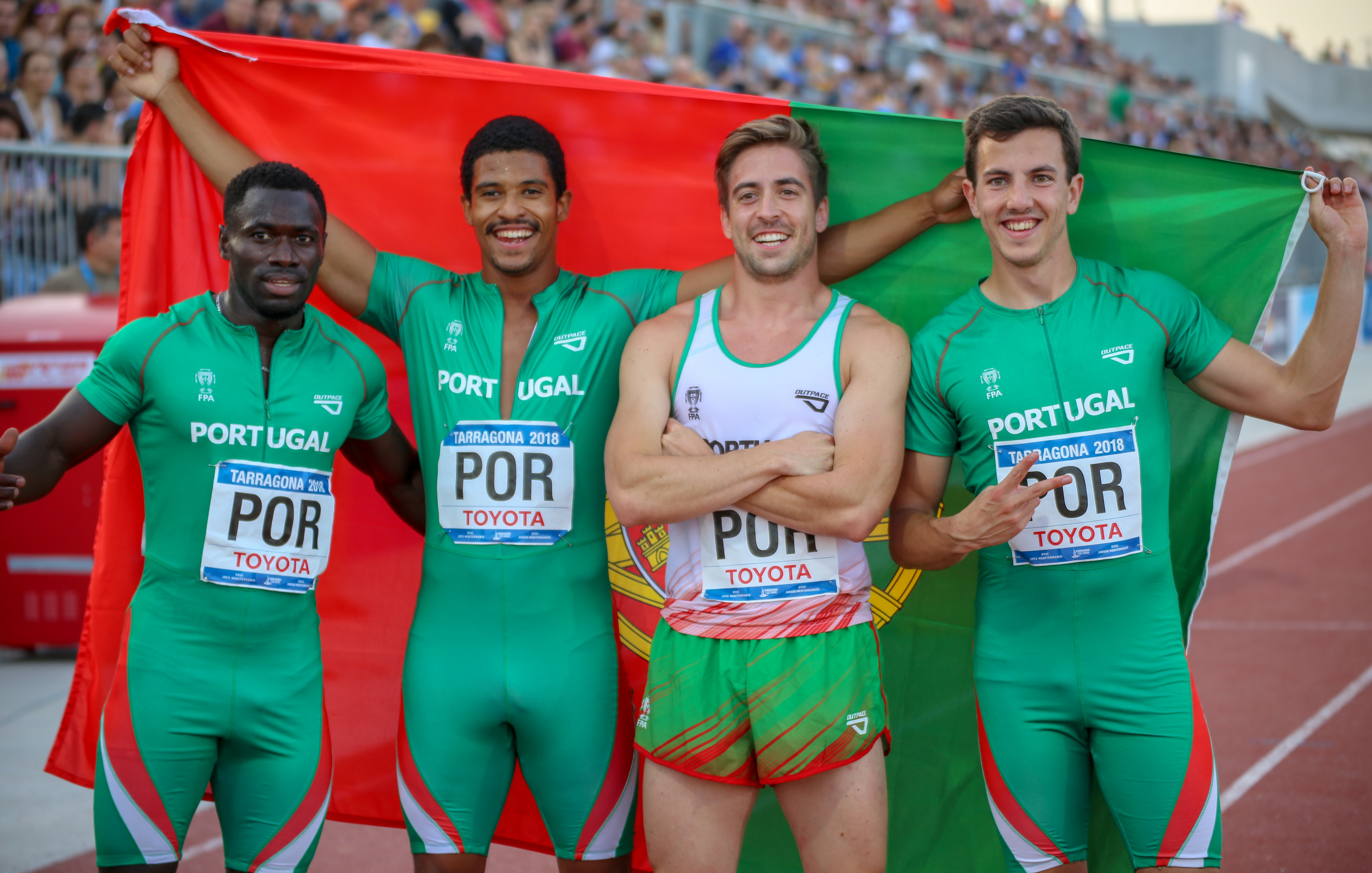
Portugal aux Jeux méditerranéens de 2018 (4x100 mètres)

Cet article contient des informations sur la participation et les résultats du Portugal aux Jeux méditerranéens de 2018 à Tarragone en Espagne.

## Médailles

### Or
| Sport              | Discipline    | Sportifs          |
| Médailles d'or : 2 |               |                   |
| Triathlon          | Sprint hommes | João José Pereira |
| Triathlon          | Sprint femmes | Melanie Santos    |

### Argent
| Sport                  | Discipline            | Sportifs          |
| Médailles d'argent : 2 |                       |                   |
| Canoë-kayak            | K-1 500 mètres hommes | Fernando Pimenta  |
| Canoë-kayak            | K-1 500 mètres femmes | Joana Vasconcelos |

### Bronze
| Sport                   | Discipline                         | Sportifs             |
| Médailles de bronze : 2 |                                    |                      |
| Canoë-kayak             | K-1 200 mètres femmes              | Teresa Portela       |
| Natation                | 200 m Quatre nages hommes          | Alexis Santos        |
| Natation                | 400 m Quatre nages hommes          | João Alexandre Vital |
| Tir                     | Pistolet à air comprimé 10m hommes | João Costa           |